# Finsko na Letních olympijských hrách 1996
Finsko na Letních olympijských hrách 1996 v Atlantě reprezentovalo 76 sportovců, z toho 47 mužů a 29 žen. Nejmladším účastníkem byl Anu Koivisto (16 let, 75 dní), nejstarší pak Richard Grönblom (48 let, 6 dní) . Reprezentanti vybojovali 4 medailí, z toho 1 zlatou 2 stříbrné a 1 bronzovou.

## Medailisté
| Medaile | Jméno            | Sport    | Disciplína                     |
| ------- | ---------------- | -------- | ------------------------------ |
| Zlato   | Heli Rantanenová | Atletika | Ženy hod oštěpem               |
| Stříbro | Jani Sievinen    | Plavání  | Muži 200 m polohový závod muži |
| Stříbro | Marko Asell      | Zápas    | Muži řecko-římský do 74 kg     |
| Bronz   | Seppo Räty       | Atletika | Muži hod oštěpem               |